# Ruta Nacional 117 (Argentina)

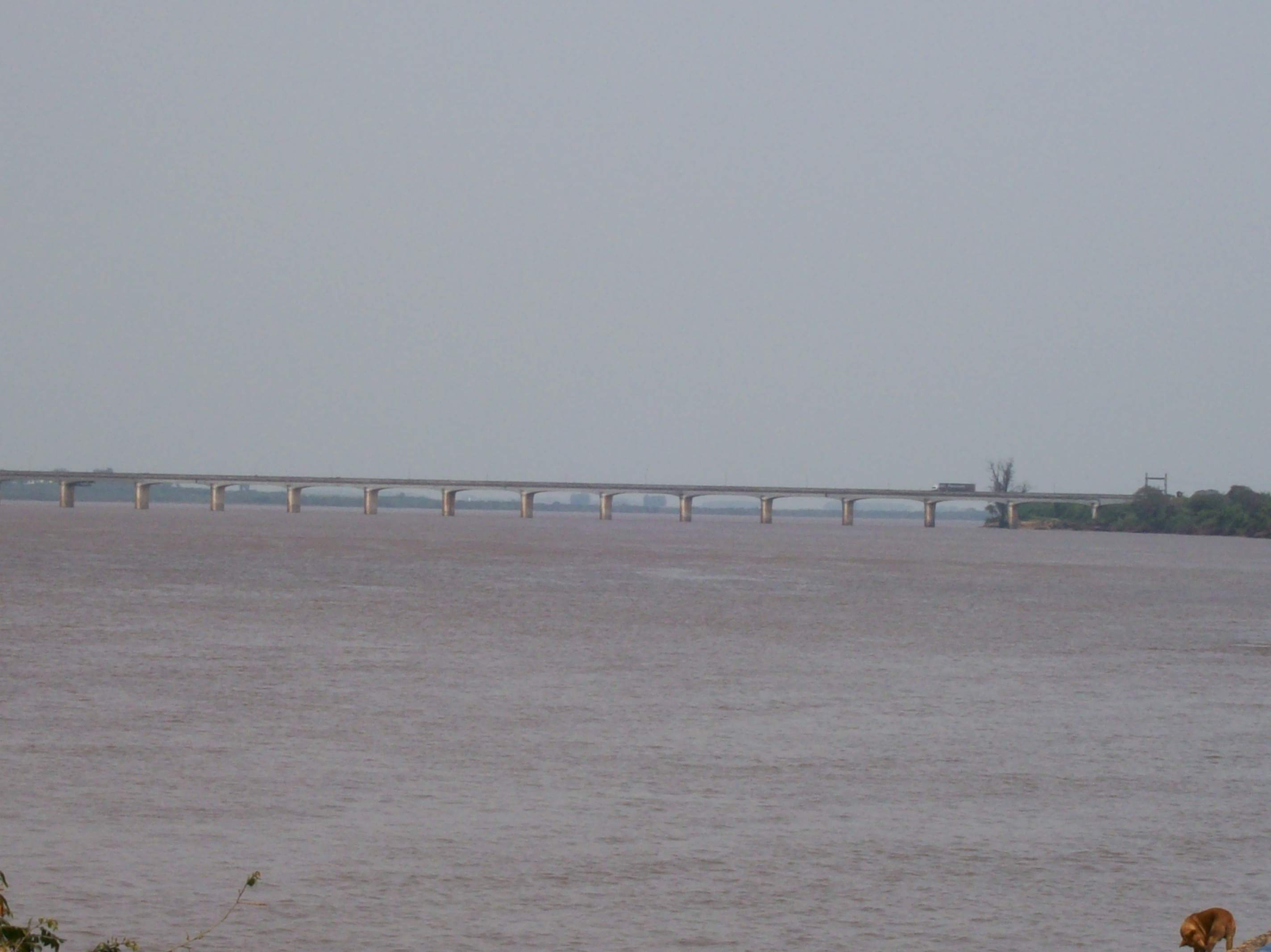
Final de la ruta sobre el puente internacional.

La Ruta Nacional 117 es una carretera argentina, que se encuentra en el departamento Paso de los Libres, en el sudeste de la provincia de Corrientes. Desde que nace en el kilómetro 496 de la Ruta Nacional 14 hasta que muere, en el puente internacional Getulio Vargas - Agustín P. Justo (que cruzando el río Uruguay, une las ciudades de Paso de los Libres y Uruguayana, en Río Grande do Sul, Brasil) recorre 12,9 km totalmente asfaltados y con luminarias.
Antes de 1980 este camino era parte de la Ruta Nacional 126.
- km 10,1: acceso a Paso de los Libres por ruta provincial 40.
- km 11,2: control aduanero y Gendarmería Nacional.
- km 12,2: inicio de puente internacional.

## Gestión
La construcción de la ruta asfaltada fue terminada en 1951 por el entonces gobernador Juan Filomeno Velazco
En 1990 se concesionaron con cobro de peaje las rutas más transitadas del país, dividiéndose éstas en Corredores Viales.
De esta manera esta ruta es parte del Corredor Vial 18 siendo la empresa ganadora de la licitación Caminos del Río Uruguay (Crusa). No hay cabinas de peaje en esta ruta.
En 1996 se amplió la concesión a 28 años con la condición que la empresa concesionaria construya una autovía entre el Complejo Unión Nacional y Gualeguaychú. El tramo entre el Puente General Justo José de Urquiza y Ceibas (que corresponde a la Ruta Nacional 12) se completó el 12 de octubre de 1999. Debido a la devaluación en 2002, se paralizaron las obras en el tramo Ceibas - Gualeguaychú de la Ruta Nacional 14.

## Traza antigua
Entre 1974 y 1979 había otra carretera con esta denominación. Se trata del camino de 196 km en el noroeste de la provincia de Corrientes, que pasa por las localidades de Saladas, Santa Rosa, San Miguel y Loreto. Este recorrido está marcado en verde en el mapa adjunto.
El Decreto Nacional 1595 del año 1979
pasó este camino a jurisdicción de la provincia de Corrientes. El Decreto 1715 del año 1988 deja sin efecto la transferencia realizada por el decreto anterior, con lo que este camino pasa a ser la Ruta Nacional 118, ya que la denominación Ruta Nacional 117 se había usado para otra carretera en las proximidades de Paso de los Libres en el sudeste de la provincia.